# ペーター2世 (オルデンブルク大公)
ペーター2世（Peter II., 1827年7月8日 - 1900年6月13日）は、第4代オルデンブルク大公（在位：1853年 - 1900年）。全名のニコラウス・フリードリヒ・ペーター（Nikolaus Friedrich Peter）でも呼ばれる。

## 生涯
オルデンブルク大公アウグストと、その2番目の妻でアンハルト＝ベルンブルク＝シャウムブルク＝ホイム侯ヴィクトル2世の娘であるイーダとのあいだに生まれ、1853年に父が死ぬとその長男として後を継いだ。1864年、オルデンブルクにおける負傷兵士看護協会（Verein zur Pflege verwundeter Krieger）の創設を支援し、以後オルデンブルク大公国はドイツ赤十字社の活動拠点となっていった。
普墺戦争に際し、同じホルシュタイン＝ゴットルプ家の本家筋にあたるロシア皇帝家がシュレースヴィヒ公国およびホルシュタイン公国の相続請求を取り下げたため、それに代わってホルシュタイン＝ゴットルプ家の請求権者となった。1866年にシュレースヴィヒ＝ホルシュタインを占領しているプロイセン王国と協定を結び、請求権の放棄と引き換えに、補償としてアーレンスベック領（Ahrensbök）の支配権を与えられた。同じ1866年、ペーター2世は北ドイツ連邦に加盟してプロイセンと軍事協定を結び、自軍をプロイセンのマイン川駐留軍に合流させた。

## 子女
1852年、ザクセン＝アルテンブルク公ヨーゼフの娘エリーザベトと結婚した。夫妻は2人の息子をもうけた。
- フリードリヒ・アウグスト（1852年 - 1931年） - オルデンブルク大公
- ゲオルク・ルートヴィヒ（1855年 - 1939年）